# Грінсбург (Луїзіана)
Грінсбург (англ. Greensburg) — місто (англ. town) в США, в окрузі Сент-Гелена штату Луїзіана. Населення — 629 осіб (2020).

## Географія
Грінсбург розташований за координатами 30°49′47″ пн. ш. 90°40′11″ зх. д. / 30.82972° пн. ш. 90.66972° зх. д. (30.829640, -90.669859).  За даними Бюро перепису населення США в 2010 році місто мало площу 6,54 км², з яких 6,52 км² — суходіл та 0,01 км² — водойми.

## Демографія
Згідно з переписом 2010 року, у місті мешкало 718 осіб у 265 домогосподарствах у складі 156 родин. Густота населення становила 110 осіб/км².  Було 301 помешкання (46/км²).
Расовий склад населення:
| - 49,6 % — білих - 49,6 % — чорних або афроамериканців - 0,1 % — корінних американців |

До двох чи більше рас належало 0,6 %. Частка іспаномовних становила 1,1 % від усіх жителів.
За віковим діапазоном населення розподілялося таким чином: 22,6 % — особи молодші 18 років, 56,6 % — особи у віці 18—64 років, 20,8 % — особи у віці 65 років та старші. Медіана віку мешканця становила 40,4 року. На 100 осіб жіночої статі у місті припадало 94,6 чоловіків;  на 100 жінок у віці від 18 років та старших — 95,8 чоловіків також старших 18 років.
Середній дохід на одне домашнє господарство  становив 45 342 долари США (медіана — 38 555), а середній дохід на одну сім'ю — 60 594 долари (медіана — 53 214). За межею бідності перебувало 17,7 % осіб, у тому числі 9,7 % дітей у віці до 18 років та 27,9 % осіб у віці 65 років та старших.
Цивільне працевлаштоване населення становило 281 особа. Основні галузі зайнятості: освіта, охорона здоров'я та соціальна допомога — 29,2 %, виробництво — 21,7 %, роздрібна торгівля — 16,7 %, будівництво — 12,5 %.